# Ulrich Langenmantel

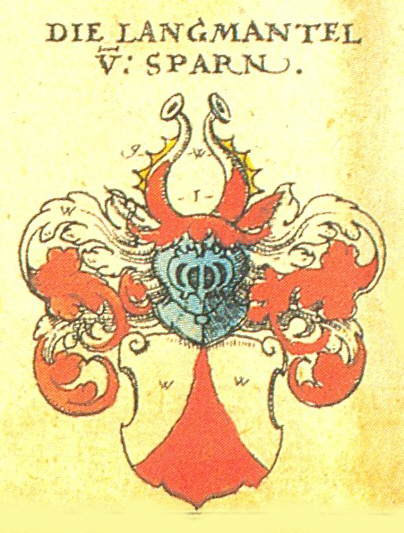
Wappen der Langenmantel vom Sparren

Ulrich Langenmantel vom Sparren (* um 1410 in Augsburg; †  nach 1473) war ein Augsburger Patriziersohn aus dem Geschlecht der Langenmantel, Geistlicher, Jurist und Stiftspropst zu Völkermarkt in Kärnten. 

## Leben und Wirken
Er wurde geboren als Sohn des Augsburger Patriziers Hartmann II. Langenmantel und seiner ersten Frau Elisabeth geb. Ilsung. 
Ulrich Langenmantel trat in den geistlichen Stand und wurde Stiftsherr zu St. Moritz in Augsburg. Im Wintersemester 1426/1427 studierte er in Wien, 1435 bis 1437 an der Universität Bologna und 1439 an der Universität Padua. 1436 wird er in Bologna als Prokurator der deutschen Studenten, sowie als artibus doctor  und Magister der Rechtswissenschaft genannt. An beiden italienischen Hochschulen war er zusammen mit dem späteren Augsburger Domdekan und Generalvikar Leonhard Gessel († 1465).
1437 (alte Quellen sagen wegen Lesefehler: 1432) erhielt Ulrich Langenmantel von Papst Eugen IV. das Amt des Propstes am Kollegiatstift Völkermarkt, das an der dortigen Stadtpfarrkirche angesiedelt war. 
Am 28. September 1464 dotierte Langenmantel die erste Studienstiftung Augsburgs. Er stiftete Geld für das Studium von je 5 armen Theologiestudenten, die Augsburger Bürgersöhne sein mussten oder aus dem Bistum Augsburg stammen sollten. Ab 1537 finanzierte die zwischenzeitlich der Reformation anhängende Reichsstadt aus dieser Stiftung das städtische Gymnasium, heute Gymnasium bei St. Anna. Später wurde die Stiftung wieder ihrem ursprünglichen Zweck, für katholische Theologiestudenten, zugeführt; ab 1741 reduzierte man sie auf 3 Studenten, 1806 belief sich das Stiftungsvermögen auf 5000 Gulden, von denen jährlich 200 Gulden Zinsen für die Stipendiaten zur Auszahlung kamen. Die Institution existierte noch bis in die 2. Hälfte des 19. Jahrhunderts.
Am 14. Juni 1473 resignierte Ulrich Langenmantel vom Sparren von seinem Amt als Stiftspropst in Völkermarkt. Wann und wo er gestorben ist, wird nicht überliefert.   
Ritter Johann IX. Langenmantel vom Sparren († 1505) war sein Neffe, der Freisinger Domherr Christoph Langenmantel (1488–1538), 1518 Martin Luthers Fluchthelfer aus Augsburg, ein Großneffe. 